# Твін-Лейк (Мічиган)
Твін-Лейк (англ. Twin Lake) — переписна місцевість (CDP) в США, в окрузі Маскігон штату Мічиган. Населення — 2056 осіб (2020).

## Географія
Твін-Лейк розташований за координатами 43°22′24″ пн. ш. 86°10′56″ зх. д. / 43.37333° пн. ш. 86.18222° зх. д. (43.373415, -86.182317).  За даними Бюро перепису населення США в 2010 році переписна місцевість мала площу 7,58 км², з яких 6,14 км² — суходіл та 1,44 км² — водойми.

## Демографія
Згідно з переписом 2010 року, у переписній місцевості мешкало 1720 осіб у 634 домогосподарствах у складі 511 родини. Густота населення становила 227 осіб/км².  Було 789 помешкань (104/км²).
Расовий склад населення:
| - 94,4 % — білих - 1,2 % — корінних американців - 1,0 % — чорних або афроамериканців - 0,4 % — азіатів - 1,3 % — осіб інших рас |

До двох чи більше рас належало 1,7 %. Частка іспаномовних становила 2,6 % від усіх жителів.
За віковим діапазоном населення розподілялося таким чином: 25,5 % — особи молодші 18 років, 61,2 % — особи у віці 18—64 років, 13,3 % — особи у віці 65 років та старші. Медіана віку мешканця становила 40,6 року. На 100 осіб жіночої статі у переписній місцевості припадало 103,3 чоловіків;  на 100 жінок у віці від 18 років та старших — 103,7 чоловіків також старших 18 років.
Середній дохід на одне домашнє господарство  становив 67 926 доларів США (медіана — 61 802), а середній дохід на одну сім'ю — 78 282 долари (медіана — 80 568). За межею бідності перебувало 9,4 % осіб, у тому числі 6,3 % дітей у віці до 18 років та 0,0 % осіб у віці 65 років та старших.
Цивільне працевлаштоване населення становило 993 особи. Основні галузі зайнятості: виробництво — 22,7 %, освіта, охорона здоров'я та соціальна допомога — 15,6 %, роздрібна торгівля — 13,9 %.